# Franz Habisreutinger
Franz Habisreutinger ist ein Holzhandelsunternehmen in Weingarten im Landkreis Ravensburg in Oberschwaben.

## Geschichte
In den Aufzeichnungen des Klosters Weingarten wurde 1712 ein Säger namens Johann Georg Habisreutinger vermerkt, der anlässlich des Neubaus der Basilika von Immenstadt im Allgäu nach Weingarten zog. Schon im Jahre 1431 erfolgte die Erwähnung eines klösterlichen "Oberen Sägewerks". Franz-Josef Habisreutinger, Sohn des Severin Habisreutinger (* 1707), wurde im Jahre der Säkularisation 1803 als Pächter des Oberen Sägewerks eingetragen.
1822 veräußerte das Königliche Kameralamt Altdorf, so hieß Weingarten früher, das Sägewerk an Johann Baptist Habisreutinger. 1911 wurde eine Druckleitung vom Mahlweiher zum Sägewerk gebaut. Die dann dort angeschlossene Turbine sorgte mit ihren 150 PS Leistung für die Energieversorgung des Betriebes. Im Jahr 1933 errichtete das Unternehmen ein neues Schnittholzlager an der Waldseer Straße. Die Entwicklung neuer Holzwerkstoffe führte im Jahre 1950 zur Aufnahme von Sperrholz, Furnier und sonstiger Platten in das Sortiment des Unternehmens. In den 1960er Jahren wurde ein Dampfkraftwerk, mit einer Nennleistung von 300 PS, auf dem Firmengelände errichtet. 1976 wurde die erste Filiale in Friedrichshafen eröffnet. Im Jahr 1977 wurde ein neues Verwaltungsgebäude mit Ausstellungsräumen und Schnittholzüberdachung an der Waldseer Straße gebaut und bezogen. 1981 kam die Tochtergesellschaft mit Standort in St. Gallen, 1985 der Standort in Biberach, 1988, nach der Übernahme, die Holzhandlung Messner in Wurmlingen, 1996 die Filiale in Neu-Ulm und 2014 die Filiale in Gersthofen hinzu.
2000 wurde der ursprüngliche Unternehmenszweig, das Sägewerk, geschlossen. Seitdem ist das Unternehmen ausschließlich im Handel tätig. Weitere Filialeröffnungen gab es 2008 in Nürtingen, 2009 in Kempten, 2013 in Freiburg, 2014 in Gersthofen, 2017 in Konstanz und 2022 in Bad Wörishofen. Die Filialen in Biberach und Friedrichshafen wurden 2020 geschlossen.

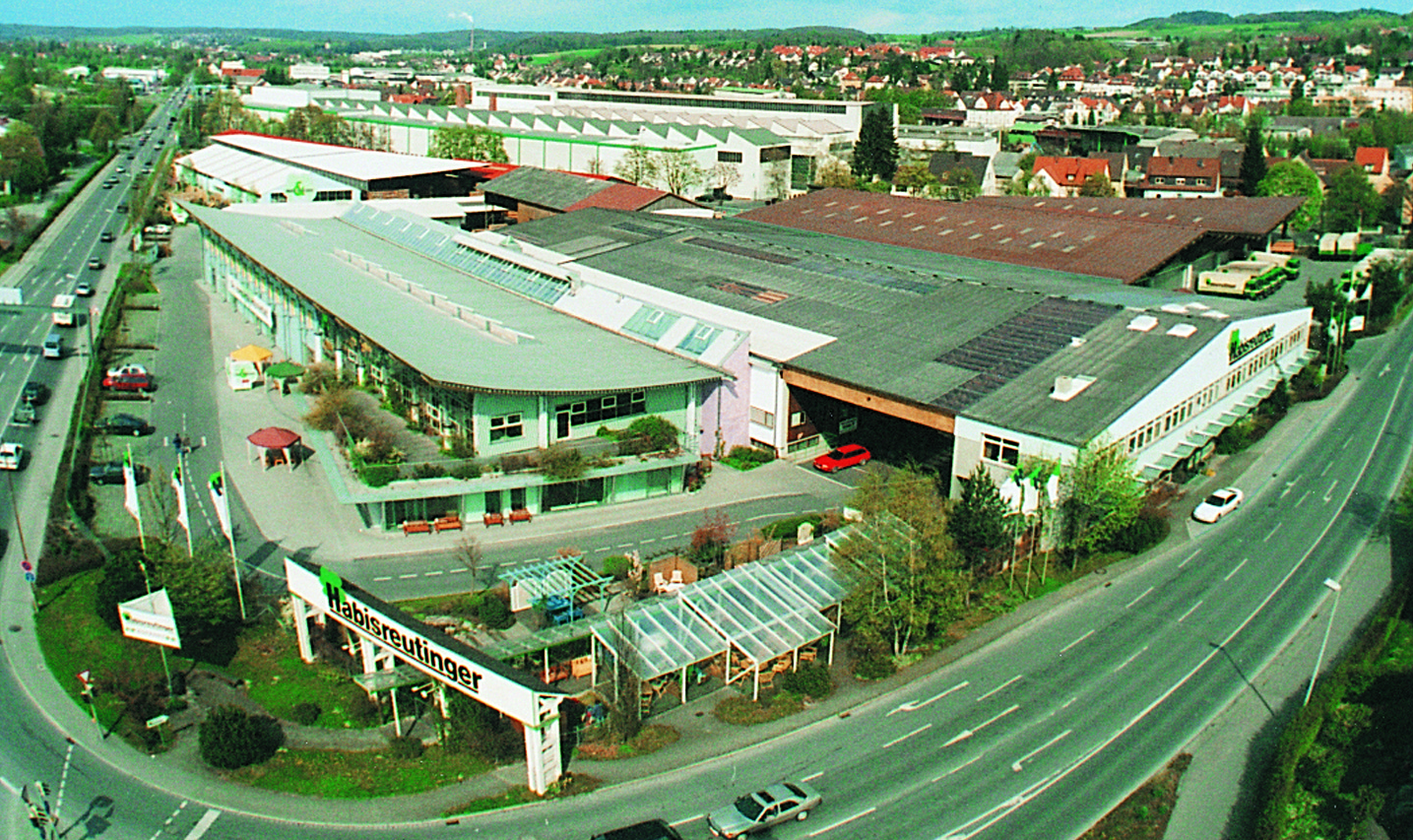
Ausstellung Weingarten

Im Stadtgebiet von Weingarten erweiterte sich die Firma im Laufe der Jahre kontinuierlich. An das alte Bundeswehrgelände der Argonnen-Kaserne, das an das Gelände der Deutschen Bahn grenzte, wurde eine Güterwaggon-Entladestation gebaut, welche inzwischen aber nicht mehr genutzt wird. Auf den Flächen der alten Straßenmeisterei wurden Pufferlager für Ladengeschäfte eingerichtet. 2021 wurden von der Schuler Group ehemals von Müller Weingarten errichtete Gebäude übernommen.

## Auszeichnungen
- Holzhändler des Jahres 2011, vom "Fachmagazin Holzkurier, timber online" des Österreichischen Agrarverlages